# Lee Sang-ho (Fußballspieler, 1981)
Lee Sang-ho (kor. 이상호; * 18. November 1981) ist ein ehemaliger südkoreanischer Fußballspieler.

## Karriere
Lee Sang-ho erlernte das Fußballspielen in der Universitätsmannschaft der Dankook University. Seinen ersten Vertrag unterschrieb er 2004 beim Bucheon SK. Der Verein spielte in der ersten Liga des Landes, der K League 1. nach 163 Erstligaspielen wechselte er 2011 zum Ligakonkurrenten Chunnam Dragons nach Gwangyang. Für die Dragons spielte er 28-mal in der ersten Liga. 2014 zog es ihn nach Thailand. Hier unterschrieb er einen Vertrag beim Singhtarua FC. Der Verein aus der thailändischen Hauptstadt Bangkok spielte in der ersten Liga, der Thai Premier League. Für Singhtaura stand er 24-mal auf dem Spielfeld. 2015 verpflichtete ihn der Erstligaabsteiger PTT Rayong FC aus Rayong. Mit Rayong spielte er in der zweiten Liga, der Thai Premier League Division 1. Ende 2015 beendete er seine Karriere als aktiver Fußballspieler.